# SN 2009mc
SN 2009mc – supernowa typu Ia odkryta 21 listopada 2009 roku w galaktyce A085559-0519. W momencie odkrycia miała maksymalną jasność 18,10m.